# Hofoper
Eine Hofoper ist ein Hoftheater, das Höfische Opern spielte. Es unterstand einem fürstlichen Hof.
Bis zum Ende des Ersten Weltkriegs 1918 hießen viele noch heute existierende Opernhäuser Hofoper und waren nicht alle frei zugänglich (siehe Hoffähigkeit). Mit der Änderung der Trägerschaft nach dem Abdanken der Aristokratie wurden sie in der Folge in Staatsoper, städtische Oper etc. umbenannt. Manche Hofopern wie die Pariser Oper wurden schon im 19. Jahrhundert verbürgerlicht. 

## Beispiele
- Königliche Hofoper Berlin, heute Staatsoper Unter den Linden
- Dresdner Hofoper
- Hofoper München im Residenztheater (München), später im Königlichen Hof- und Nationaltheater München, siehe Nationaltheater München
- Hofoper Schwetzingen
- Hofoper Wien, siehe Kärntnertortheater, seit 1868 im Gebäude der heutigen Wiener Staatsoper